# Dirk Jan Jacob Hellema
Dirk Jan Jacob Hellema (Buitenpost, 11 juli 1872 - Apeldoorn, 11 mei 1947) was een Nederlandse burgemeester.

## Leven en werk
Hellema was een zoon van Willem Hellema, burgemeester van Achtkarspelen en notaris, en Voske Kuipers (1833-1873). Hij trouwde met Willemina Johanna Römer (1875-1936). 
Hellema werd in 1901 benoemd als burgemeester van Grootegast. In 1909 volgde zijn benoeming in Zaandijk. Hij werd per 1 februari 1935 op eigen verzoek ontslagen en werd bij die gelegenheid benoemd tot ridder in de Orde van Oranje-Nassau.